# Società Sportiva Calcio Palermo 1969-1970
Questa voce raccoglie le informazioni riguardanti la Società Sportiva Calcio Palermo nelle competizioni ufficiali della stagione 1969-1970.

## Stagione
Nella stagione 1969-1970 il Palermo disputa il campionato di Serie A, ottiene 20 punti in classifica a pari punti con il Brescia e retrocede in Serie B, anche il Bari scende di categoria con 19 punti. Lo scudetto è stato vinto per la prima volta dal Cagliari con 45 punti, davanti all'Inter con 41 punti.

La promettente ala Franco Causio, 22 presenze e 3 gol nella sua unica stagione in maglia rosanero.

La nuova avventura palermitana in Serie A dura due stagioni, cominciata nella precedente stagione, si conclude quest'anno, poiché a fine campionato la squadra rosanero retrocede nuovamente in Serie B dopo essersi classificata al penultimo posto della graduatoria; in particolare, in trasferta la squadra ottiene la miseria di 4 punti in 15 partite.
Storica però resta la vittoria alla Favorita sul Cagliari (1-0 con un gol di Gaetano Troja), che in questa stagione si laurea campione d'Italia. Il Palermo quindi, diviene assieme all'Inter, una delle due squadre che sancisce le uniche due sconfitte al Cagliari scudettato di Gigi Riva ed Enrico Albertosi.
L'esperienza in Coppa Italia è molto simile a quella dell'edizione precedente, con i rosanero eliminati nella prima fase a gironi dopo la vittoria contro il Catania (4-1), la sconfitta contro il Cagliari (3-0) e il pareggio con il Catanzaro (1-1): alla luce di questi risultati la squadra è seconda nel proprio raggruppamento (gruppo 2), con 3 punti, a pari merito con i calabresi.
La miglior soddisfazione stagionale, a mitigare l'amarezza della retrocessione, arriva dalla formazione giovanile della Primavera rosanero che giunge fino alle finali nazionali del campionato di categoria 1969-1970.

## Rosa
| N. |                   | Ruolo | Calciatore         |
| -- | ----------------- | ----- | ------------------ |
|    | Italia (bandiera) | P     | Giovanni Ferretti  |
|    | Italia (bandiera) | P     | Idilio Cei         |
|    | Italia (bandiera) | P     | Angelo Bellavia    |
|    | Italia (bandiera) | D     | Luigi Pasetti      |
|    | Italia (bandiera) | D     | Mario Giubertoni   |
|    | Italia (bandiera) | D     | Franco Landri      |
|    | Italia (bandiera) | D     | Giorgio Costantini |
|    | Italia (bandiera) | D     | Ido Sgrazzutti     |
|    | Italia (bandiera) | D     | Ivan Bertuolo      |
|    | Italia (bandiera) | D     | Antonio De Bellis  |
|    | Italia (bandiera) | D     | Gastone Rizzato    |

| N. |                   | Ruolo | Calciatore         |
| -- | ----------------- | ----- | ------------------ |
|    | Italia (bandiera) | C     | Edoardo Reja       |
|    | Italia (bandiera) | C     | Sergio Pellizzaro  |
|    | Italia (bandiera) | C     | Carlo Lancini      |
|    | Italia (bandiera) | C     | Graziano Landoni   |
|    | Italia (bandiera) | C     | Franco Causio      |
|    | Italia (bandiera) | C     | Alfredo Alario     |
|    | Italia (bandiera) | C     | Domenico Di Matteo |
|    | Italia (bandiera) | A     | Silvino Bercellino |
|    | Italia (bandiera) | A     | Gaetano Troja      |
|    | Italia (bandiera) | A     | Enzo Ferrari       |
|    | Italia (bandiera) | A     | Enrico Nova        |

## Risultati

### Serie A

#### Girone di andata
| Arbitro: | Gussoni (Tradate) |

|                                         |           |          |
| Haller 11’, 64’ Leonardi 71’ Furino 79’ | Marcatori | 4’ Troja |

| Arbitro: | Monti (Ancona) |

|            |           |                                  |
| Causio 26’ | Marcatori | 41’ (rig.) Bertini 55’ Facchetti |

| Arbitro: | Vacchini (Milano) |

|                |           |                             |
| Giubertoni 36’ | Marcatori | 9’, 66’ Biasiolo 61’ Vitali |

| Arbitro: | Mascali (Desenzano del Garda) |

|                                     |           |           |
| Perani 18’ Turra 27’ G. Savoldi 41’ | Marcatori | 83’ Troja |

| Catania 12 ottobre 1969 5ª giornata | Palermo           | 0 – 0 | Milan | Stadio Cibali\| Arbitro: \| D'Agostini (Roma) \| |
| Arbitro:                            | D'Agostini (Roma) |       |       |                                                  |

| Arbitro: | Acernese (Roma) |

|                    |           |                   |
| Poletti 70’ (rig.) | Marcatori | 8’ (aut.) Cereser |

| Arbitro: | Gonella (Torino) |

|                |           |                                |
| Pellizzaro 62’ | Marcatori | 22’ Salvi 26’ Botti 61’ Simoni |

| Arbitro: | Torelli (Milano) |

|                     |           |  |
| Bui 16’, 89’ (rig.) | Marcatori |  |

| Arbitro: | Picasso (Chiavari) |

|            |           |              |
| Ferrari 1’ | Marcatori | 9’ Chinaglia |

| Arbitro: | Acernese (Roma) |

|            |           |  |
| Pienti 60’ | Marcatori |  |

| Arbitro: | Carminati (Bologna) |

|                                             |           |  |
| Pellizzaro 2’, 39’ S. Bercellino 35’ (rig.) | Marcatori |  |

| Arbitro: | Toselli (Cormons) |

|           |           |  |
| Troja 40’ | Marcatori |  |

| Arbitro: | Picasso (Genova) |

|             |           |             |
| Capello 69’ | Marcatori | 43’ Ferrari |

| Palermo 28 dicembre 1969 14ª giornata | Palermo               | 0 – 0 | Napoli | Stadio La Favorita\| Arbitro: \| De Marchi (Pordenone) \| |
| Arbitro:                              | De Marchi (Pordenone) |       |        |                                                           |

| Arbitro: | Carminati (Milano) |

|                                               |           |                   |
| Maraschi 30’ (rig.) Amarildo 34’ De Sisti 77’ | Marcatori | 90’ S. Bercellino |

#### Girone di ritorno
| Arbitro: | Monti (Ancona) |

|             |           |                                    |
| Ferrari 54’ | Marcatori | 11’ Vieri 27’ Del Sol 62’ Anastasi |

| Arbitro: | Pieroni (Roma) |

|                            |           |  |
| Boninsegna 81’ Bertini 84’ | Marcatori |  |

| Arbitro: | Giunti (Arezzo) |

|              |           |           |
| De Petri 77’ | Marcatori | 52’ Troja |

| Arbitro: | Serafino (Roma) |

|           |           |  |
| Troja 18’ | Marcatori |  |

| Arbitro: | Bernardis (Latina) |

|                   |           |  |
| Rivera 80’ (rig.) | Marcatori |  |

| Arbitro: | Di Tonno (Lecce) |

|                |           |  |
| Pellizzaro 78’ | Marcatori |  |

| Arbitro: | Gonella (Torino) |

|                                        |           |                                  |
| Turchetto 14’, 47’, 66’ Menichelli 39’ | Marcatori | 12’ Pellizzaro 32’ S. Bercellino |

| Arbitro: | Branzoni (Pavia) |

|            |           |  |
| Causio 15’ | Marcatori |  |

| Arbitro: | Torelli (Milano) |

|                                            |           |  |
| F. Mazzola 21’ Ghio 33’ Chinaglia 44’, 71’ | Marcatori |  |

| Palermo 22 marzo 1970 25ª giornata | Palermo               | 0 – 0 | Bari | Stadio La Favorita\| Arbitro: \| De Marchi (Pordenone) \| |
| Arbitro:                           | De Marchi (Pordenone) |       |      |                                                           |

| Arbitro: | Acernese (Roma) |

|          |           |  |
| Salvi 8’ | Marcatori |  |

| Arbitro: | Lattanzi (Roma) |

|                   |           |  |
| Riva 40’ Nené 59’ | Marcatori |  |

| Arbitro: | Giunti (Arezzo) |

|                      |           |                           |
| Causio 12’ Troja 35’ | Marcatori | 7’ F. Landini 16’ Franzot |

| Napoli 19 aprile 1970 29ª giornata | Napoli        | 0 – 0 | Palermo | Stadio San Paolo\| Arbitro: \| Motta (Monza) \| |
| Arbitro:                           | Motta (Monza) |       |         |                                                 |

| Arbitro: | Panzino (Catanzaro) |

|                |           |                 |
| Pellizzaro 64’ | Marcatori | 60’ (aut.) Reja |

### Coppa Italia

#### Primo turno
| Arbitro: | Acernese (Roma) |

|                                       |           |              |
| Troja 24’ Ferrari 27’, 76’ Causio 51’ | Marcatori | 47’ Bonfanti |

| Arbitro: | Gussoni (Tradate) |

|                            |           |  |
| Brugnera 42’, 62’ Riva 47’ | Marcatori |  |

| Arbitro: | Giunti (Arezzo) |

|             |           |             |
| Ferrari 82’ | Marcatori | 87’ Franzon |

## Statistiche

### Statistiche di squadra
| Competizione | Punti | In casa | In casa | In casa | In casa | In casa | In casa | In trasferta | In trasferta | In trasferta | In trasferta | In trasferta | In trasferta | Totale | Totale | Totale | Totale | Totale | Totale | DR  |
| Competizione | Punti | G       | V       | N       | P       | Gf      | Gs      | G            | V            | N            | P            | Gf           | Gs           | G      | V      | N      | P      | Gf     | Gs     | DR  |
| ------------ | ----- | ------- | ------- | ------- | ------- | ------- | ------- | ------------ | ------------ | ------------ | ------------ | ------------ | ------------ | ------ | ------ | ------ | ------ | ------ | ------ | --- |
| Serie A      | 20    | 15      | 5       | 6       | 4       | 15      | 15      | 15           | 0            | 4            | 11           | 8            | 30           | 30     | 5      | 10     | 15     | 23     | 45     | -22 |
| Coppa Italia | 3     | 2       | 1       | 1       | 0       | 5       | 2       | 1            | 0            | 0            | 1            | 0            | 3            | 3      | 1      | 1      | 1      | 5      | 5      | 0   |
| Totale       |       | 17      | 6       | 7       | 4       | 20      | 17      | 16           | 0            | 4            | 12           | 8            | 33           | 33     | 6      | 11     | 16     | 28     | 50     | -22 |

### Statistiche dei giocatori
| Giocatore          | Serie A  | Serie A | Coppa Italia | Coppa Italia | Totale   | Totale |
| Giocatore          | Presenze | Reti    | Presenze     | Reti         | Presenze | Reti   |
| ------------------ | -------- | ------- | ------------ | ------------ | -------- | ------ |
| A. Alario          | 5        | 0       | 1            | 0            | 6        | 0      |
| A. Bellavia        | 4        | -2      | -            | -            | 4        | -2     |
| S. Bercellino (II) | 14       | 3       | 3            | 0            | 17       | 3      |
| I. Bertuolo        | 30       | 0       | -            | -            | 30       | 0      |
| F. Causio          | 22       | 3       | 3            | 1            | 25       | 4      |
| I. Cei             | 3        | -4      | 1            | 0            | 4        | -4     |
| G. Costantini      | 4        | 0       | 3            | 0            | 7        | 0      |
| A. De Bellis       | 8        | 0       | -            | -            | 8        | 0      |
| D. Di Matteo       | 1        | 0       | -            | -            | 1        | 0      |
| E. Ferrari         | 24       | 3       | 3            | 3            | 27       | 6      |
| G. Ferretti        | 26       | -39     | 3            | -5           | 29       | -44    |
| M. Giubertoni      | 28       | 1       | 3            | 0            | 31       | 1      |
| C. Lancini         | 29       | 0       | 3            | 0            | 32       | 0      |
| G. Landoni         | 21       | 0       | -            | -            | 21       | 0      |
| F. Landri          | 24       | 0       | 3            | 0            | 27       | 0      |
| E. Nova            | 1        | 0       | -            | -            | 1        | 0      |
| L. Pasetti         | 14       | 0       | -            | -            | 14       | 0      |
| S. Pellizzaro      | 29       | 6       | 2            | 0            | 31       | 6      |
| E. Reja            | 14       | 0       | 3            | 0            | 17       | 0      |
| I. Sgrazzutti      | 20       | 0       | 3            | 0            | 23       | 0      |
| G. Troja           | 25       | 6       | 3            | 1            | 28       | 7      |